# 11 Wołyński Batalion Strzelców
11 Wołyński Batalion Strzelców (11 bs) – pododdział piechoty Polskich Sił Zbrojnych.

## Formowanie i zmiany organizacyjne
11 Wołyński Batalion Strzelców został sformowany na podstawie rozkazu dowódcy 4 Wołyńskiej Brygady Piechoty z 12 października 1944 roku w miejscowości Porto Sant’Elpidio we Włoszech. Na stanowisko dowódcy batalionu został wyznaczony major Jan Dragan, dotychczasowy dowódca 13 bs, a jego zastępcą został kapitan Stanisław Jajęcki z 5 bckm.
Po zakończeniu walk, będąc w składzie wojsk okupacyjnych, na przełomie lipca i sierpnia 1945 batalion wyznaczony został do pełnienia służby wartowniczej. Wszedł w skład Zgrupowania Brygadowego „Wołyń” Grupy „Straż” (Polish Guarg Group). Chronił obóz jeńców nr 14a. Obsada jednej zmiany wynosiła 150 żołnierzy.  W lutym 1946 ochraniał obiekty wojskowe i komunikacyjne w rejonie Peschiera.

## Organizacja batalionu
- dowództwo batalionu: 5 oficerów, 54 szeregowych

- kompania dowodzenia (plutony: łączności, techniczno-gospodarczy) 5 oficerów, 91 szeregowych
- kompania wsparcia (plutony: rozpoznawczy, moździerzy, pionierów, ckm, oddział/pluton ppanc.) 7 oficerów, 184 szeregowych
- 4 kompanie strzelców 5 oficerów, 120 szeregowych

Łącznie 37 oficerów i 809 szeregowych

## Żołnierze batalionu
Dowódcy batalionu
- mjr Jan Dragan (12 X 1944 - I 1945)[6]
- mjr dypl. Aleksander Marian Romiszewski (od I 1945)[7]
- mjr Włodzimierz Kraszkiewicz[8]

Zastępca dowódcy batalionu
- kpt. Stanisław Gajęcki (od 12 X 1944)[7]

## Odznaka pamiątkowa
Odznaka w kształcie kielicha kwiatu azalii przebitego bagnetem. Ostrze bagnetu skierowane ku górze. Na dole po prawej stronie rękojeści bagnetu liczba 11, oznaczająca numer batalionu. Kwiat azalii złocony, bagnet srebrzony. Fragmenty złocone i srebrzone; wymiary: 38 x 18 mm. Nakładana na patki koloru granatowego z żółtą wypustką.
Wykonywane w firmie: F.M. Lorioli, Milano – Roma. Zatwierdzone rozkazem dowódcy 2 Korpusu Nr 96, pkt. 563, z 27 sierpnia 1946.